# Амур (минный транспорт, 1898)
«Амур» — минный транспорт российского флота, заложенный на Балтийском заводе в 1898 и вступивший в строй в 1901. В ходе русско-японской войны прославился активными минными постановками в районе Порт-Артура, результатом которых стало уничтожение японских броненосцев «Хацусэ» и «Ясима» 15 (2) мая 1904 года. Потоплен в Порт-Артуре японской артиллерией 26 ноября 1904.
После русско-японской войны по чертежам «Амура» был построен одноимённый корабль, погибший в 1941 году. В 1907 году минные транспорты российского флота были переклассифицированы в минные заградители.
В память об «Амуре» в СССР в 1972 году были выпущены почтовая марка и карточка для картмаксимума с его изображением.

## Проектирование и постройка
В 1889 лейтенант В. А. Степанов предложил конструкцию минного заградителя, обеспечивающую постановку до 10 мин в минуту. Для этого использовался особый кормовой минный кран (Т-образный направляющий рельс, подвешенный над низко расположенной, закрытой минной палубой). В 1895 упрощённая система Степанова, без парового привода брашпилей, была использована в проекте будущих «Амура» и «Енисея». Отказ от механизации увеличил команду на 70 человек, для их размещения конструкторы увеличили полубак и устроили полуют, что ухудшило ходовые свойства кораблей. В. А. Степанов впоследствии стал командиром «Енисея» и погиб вместе с ним 29 января 1904 года в заливе Талиенван.
«Амур» и однотипный «Енисей» были заложены по программе 1898 года и в период службы классифицировались как транспорты (неофициально именовались минными транспортами). «Амур» спустили на воду в том же году, но из-за серии переделок вступил в строй только в 1901.

## История службы
- 1901 — вступил в строй флота.
- 1901—1902 — переход на Дальний Восток с полным запасом мин.
- 28 марта 1904 — повреждён о затопленный брандер.
- 1 мая 1904 — под командованием капитана 2-го ранга Ф. Н. Иванова произвёл постановку банки из 50 якорных мин, на которой 2 мая подорвались японские броненосцы «Хацусэ» и «Ясима»[1].
- 3 июня 1904 — коснулся мели, вышел из строя, поставлен на ремонт.
- июнь—ноябрь 1904 — из-за недостатка мин использовался как плавбаза.
- 26 ноября 1904 года «Амур» был потоплен в доке артиллерийским огнём. В тот же день погибли «Баян», «Паллада» и «Гиляк».
- 20 декабря 1904 года «Амур» был взорван экипажем. Корабль достался японцам лежащим в доке в полузатопленном состоянии[2]. Японцы подняли «Амур» и продали его на металл[источник не указан 1172 дня].

## Командный состав

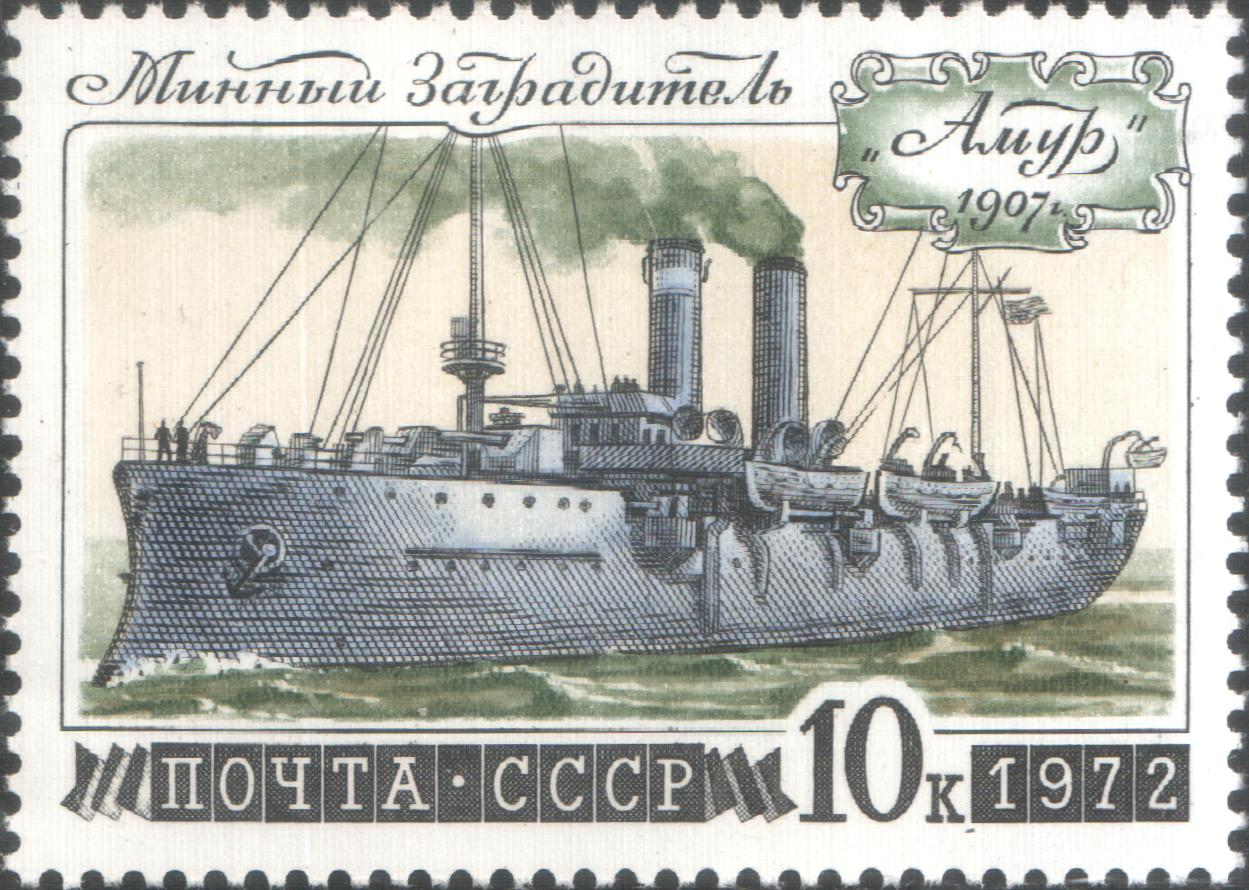
Минный заградитель «Амур» 1907 г., марка СССР 1972.

### Командиры
- 22.06.1898 — капитан 2-го ранга Л. Ф. Добротворский
- 11.10.1900 — капитан 2-го ранга В. Л. Барщ
- 23.06.1903 — капитан 2-го ранга Г. А Бернатович
- 18.03.1904 — капитан 2-го ранга Ф. Н. Иванов 6-й
- 24.08.1904 — 23.05.1905 — капитан 2-го ранга Е. Н. Одинцов 2-й

### Старшие офицеры
- 04.01.1899 — капитан 2-го ранга Н. Д. Болсунов
- 14.09.1902 — лейтенант (c 01.01.1904 капитан 2-го ранга) Е. Н. Одинцов 2-й
- 24.08.1904 — капитан 2-го ранга князь А К. Кекуатов 1-й